# Denis Jewsiejew
Denis Siergiejewicz Jewsiejew, ros. Денис Сергеевич Евсеев (ur. 3 lipca 1973 w Murmańsku) – rosyjski szachista, arcymistrz od 2003 roku.

## Kariera szachowa
W 1987 r. był medalistą mistrzostw RFSRR juniorów. W 1998 r. podczas mistrzostw Rosji rozgrywanych w Petersburgu wypełnił pierwszą arcymistrzowską normę (w turnieju tym podzielił XII m. w stawce 60 zawodników). W 1999 r. podzielił III m. w turnieju MK Cafe B w Koszalinie. latach 2000 (w Mińsku) i 2001 (w Tuli, memoriał Aleksandra Kotowa, dz. II m. za Andriejem Charłowem, wspólnie m.in. z Jewgienijem Pigusowem, Walerijem Łoginowem i Konstantinem Czernyszowem) wypełnił kolejne dwie normy na tytuł arcymistrza.
Sukcesy w kolejnych latach:
- 2001 – dz. II m. w Pardubicach (za Mathiasem Womacką, wspólnie m.in. z Władimirem Burmakinem, Bartoszem Soćko, Walerijem Newerowem i Danielem Fridmanem),
- 2002 – I m. w Ałuszcie, dz. I m. w Tampere, dz. I m. Samarze (wspólnie z Borysem Graczewem i Dmitrijem Boczarowem), dz. I m. w memoriale Aleksandra Pietrowa w Petersburgu (wspólnie z Aleksiejem Korniewem, Jewgienijem Aleksiejewem i Ołeksandrem Areszczenko), dz. II m. w memoriale Michaiła Czigorina w Petersburgu (za Aleksandrem Fominychem, wspólnie z Artiomem Timofiejewem, Aleksandrem Kowczanem i Ołeksandrem Areszczenko),
- 2003 – I m. w mistrzostwach Petersburga,
- 2005 – dwukrotnie dz. I m. w Petersburgu (wspólnie z Nikitą Witiugowem oraz wspólnie z Igorem Zacharewiczem, Michaiłem Brodskim i Andriejem Diewiatkinem),
- 2006 – II m. w Reggio Emilii (edycja 2005/2006, za Konstantinem Landą), dz. I m. w Peterhofie (wspólnie z Konstantinem Maslakiem)
- 2007 – dz. I m. w Peterhofie (wspólnie z Daniłem Linczewskijem), dz. II m. w Petersburgu (za Siergiejem Sołowiowem, wspólnie m.in. z Aniszem Girim),
- 2008 – I m. w Peterhofie, dz. II m. w Petersburgu (za Walerijem Popowem),
- 2009 – I m. w Peterhofie, dz. I m. we Lwowie (wspólnie z Mertem Erdogdu i Wolodymyrem Oniszczukiem).

Najwyższy ranking w dotychczasowej karierze osiągnął 1 października 2003 r., z wynikiem 2592 punktów zajmował wówczas 28. miejsce wśród rosyjskich szachistów.